# Нотр-Дам Файтинг Айриш (баскетбол)
Нотр Дам Файтинг Айриш (англ. Notre Dame Fighting Irish) — баскетбольная команда, представляющая университет Нотр-Дам в первом баскетбольном мужском дивизионе NCAA. Располагается в Нотр-Даме (штат Индиана). Команда выступает в Конференции Атлантического Побережья, к которой присоединилась 1 июля 2013 года. «Файтинг Айриш» дважды становились национальными чемпионами: в 1927 году (с результатом 19-1) и в 1936 году (с результатом 22-2-1) они были названы чемпионами по версии Helms Foundation. Команда 31 раз участвовала в турнире NCAA и дошла до Финала Четырёх в 1978 году. Домашние игры проводит в Парсел-павильоне в центре Эдмунда Пи Джойса. Главным тренером команды является Мика Шрюсберри. Джефф Сагарин и ESPN поставили баскетбольную программу университета Нотр-Дам на 12 место в списке ESPN College Basketball Encyclopedia лучших студенческих баскетбольных программ в истории.

## Достижения
- Чемпион Helms: 1927, 1936
- Полуфиналист NCAA: 1978
- Четвертьфиналист NCAA: 1953, 1954, 1958, 1978, 1979, 2015, 2016
- 1/8 NCAA: 1953, 1954, 1957, 1958, 1970, 1971, 1974, 1975, 1976, 1977, 1978, 1979, 1981, 1987, 2003, 2015, 2016
- Участие в NCAA: 1953, 1954, 1957, 1958, 1960, 1963, 1965, 1969, 1970, 1971, 1974, 1975, 1976, 1977, 1978, 1979, 1980, 1981, 1985, 1986, 1987, 1988, 1989, 1990, 2001, 2002, 2003, 2007, 2008, 2010, 2011, 2012, 2013, 2015, 2016, 2017, 2022
- Победители турнира конференции: 2015
- Победители регулярного чемпионата конференции: 2001 (Запад)